# Macrorhamphosodes platycheilus
Macrorhamphosodes platycheilus är en fiskart som beskrevs av Fowler 1934. Macrorhamphosodes platycheilus ingår i släktet Macrorhamphosodes och familjen Triacanthodidae. Inga underarter finns listade i Catalogue of Life.